# Speonemobius alaesignatus
Speonemobius alaesignatus är en insektsart som beskrevs av Sigfrid Ingrisch 1987. Speonemobius alaesignatus ingår i släktet Speonemobius och familjen syrsor. Inga underarter finns listade i Catalogue of Life.